# 90 minuti in paradiso
90 minuti in paradiso (90 Minutes in Heaven) è un film del 2015 diretto da Michael Polish basato sull'omonimo romanzo scritto da Cecil Murphey.

## Trama
Don Piper, predicatore metodista, sposato e padre di tre figli, mentre si sta recando a un raduno religioso, viene investito con l'auto da un enorme camion che trancia a metà sua vettura. L'uomo muore sul colpo, inutili i soccorsi. Il coroner lo dichiara morto, fino a quando un predicatore si avvicina alla carcassa dell'auto, entra tra le lamiere e inizia a pregare, tenendo la mano di Don che riacquista il battito cardiaco. Sembra un miracolo, Don viene ricoverato d'urgenza: ha brutte ferite, bacino spezzato, ossa del braccio e delle gambe rotte in più punti e dopo 34 operazioni e otto mesi di degenza, esce dall'ospedale, dopo attimi di sconforto e di depressione che rischiano di allontanarlo per sempre dalla sua famiglia che si prende cura di lui in ogni momento. 
La moglie Eva tenta di fare causa all'autista del camion che si scopre essere un detenuto che non avrebbe dovuto guidare: purtroppo a causa di una legge che limita il tetto dei risarcimenti per gli incidenti causati dai detenuti, la famiglia Piper non è più in grado di affrontare le costose spese mediche. Don torna a casa e con l'aiuto di tutta la sua parrocchia riesce a ricevere assistenza gratuita, mentre la moglie lavora a tempo pieno per pagare le fatture dell'ospedale. Don è paralizzato a letto o su una sedia a rotelle, ma si impone di tornare a camminare e dopo lunghi e dolorosi esercizi ci riesce. Un giorno racconta alla moglie che in quei minuti in cui il suo cuore era fermo ed era ufficialmente morto, ha visto una grande luce avvolgerlo e portarlo in cielo. Don racconta di essersi trovato in un luogo luminoso, con l'animo sereno, senza provare alcun dolore o sentire alcun rimorso o peso, circondato da tutte le persone che in vita aveva amato e che erano morte. Tutti suoi amici e parenti scomparsi che gli sorridevano, lo accoglievano e gli parlavano con gioia. Poi era ritornato alla vita e s'era svegliato nel suo letto d'ospedale.

## Produzione
Il film è stato girato ad Atlanta, in Georgia, nel marzo 2015. La scena dell'incidente è ambientate sul ponte dell'Interstate 20 che attraversa il fiume Chattahoochee, appena fuori Atlanta. La storia si basa su eventi realmente accaduti raccontati dallo scrittore Cecil Murphey, autore del romanzo che dà il nome al titolo. Fin dall'uscita del film, l'omonimo romanzo è finito nella lista dei miglior best seller dal New York Times e da USA Today, vendendo circa 7 milioni di copie in 46 lingue. Sceneggiatore, regista e produttori, sono rimasti molto fedeli al racconto, raccontando gli eventi, così come sono avvenuti, senza nascondere anche l'imbarazzo del protagonista di essere rimasto incastrato sul water in bagno a causa degli auduttori per guidare e sostenere le ossa delle gambe in guarigione.

## Distribuzione
Il 15 settembre 2015 il film è uscito nelle sale cinematografiche statunitensi. 
Il 1º dicembre seguente, invece, è stato distribuito tramite DVD e Blu ray.

## Accoglienza

### Incassi
A fronte di un budget di 5 milioni di dollari, il film ne ha incassati 4.8.

### Critica
L'aggregatore di recensione online Rotten Tomatoes ha assegnato al film una percentuale di gradimento pari al 24% sulla base di 21 critiche, con un punteggio medio di 4.4/10. Metacritic ha assegnato, invece, un punteggio pari a 28/100 sulla base di 9 recensioni professionali.